# Marpissa muscosa
Espèce
Synonymes
- Araneus muscosus Clerck, 1757
- Aranea rumpfii Scopoli, 1763
- Aranea tardigrada Walckenaer, 1802

Marpissa muscosa est une espèce d'araignées aranéomorphes de la famille des Salticidae.

## Distribution
Cette espèce se rencontre en Europe, en Turquie et en Russie jusqu'en Sibérie centrale.

## Habitat
Cette araignée fréquente les arbres et s'abrite dans les anfractuosités des écorces et aux zones chaudes.

## Description
Les mâles mesurent de 6 à 8,1 mm et les femelles de 7,5 à 14 mm.
Le céphalothorax est sombre avec une dominante brune et porte des bandes de poils clairs. L'abdomen peut varier du gris au brun.

## Systématique et taxinomie
Cette espèce a été décrite sous le protonyme Araneus muscosus par Clerck en 1757. Elle est placée dans le genre Dendryphantes par C. L. Koch en 1837 puis dans le genre Marpissa par C. L. Koch en 1846.

## Galerie

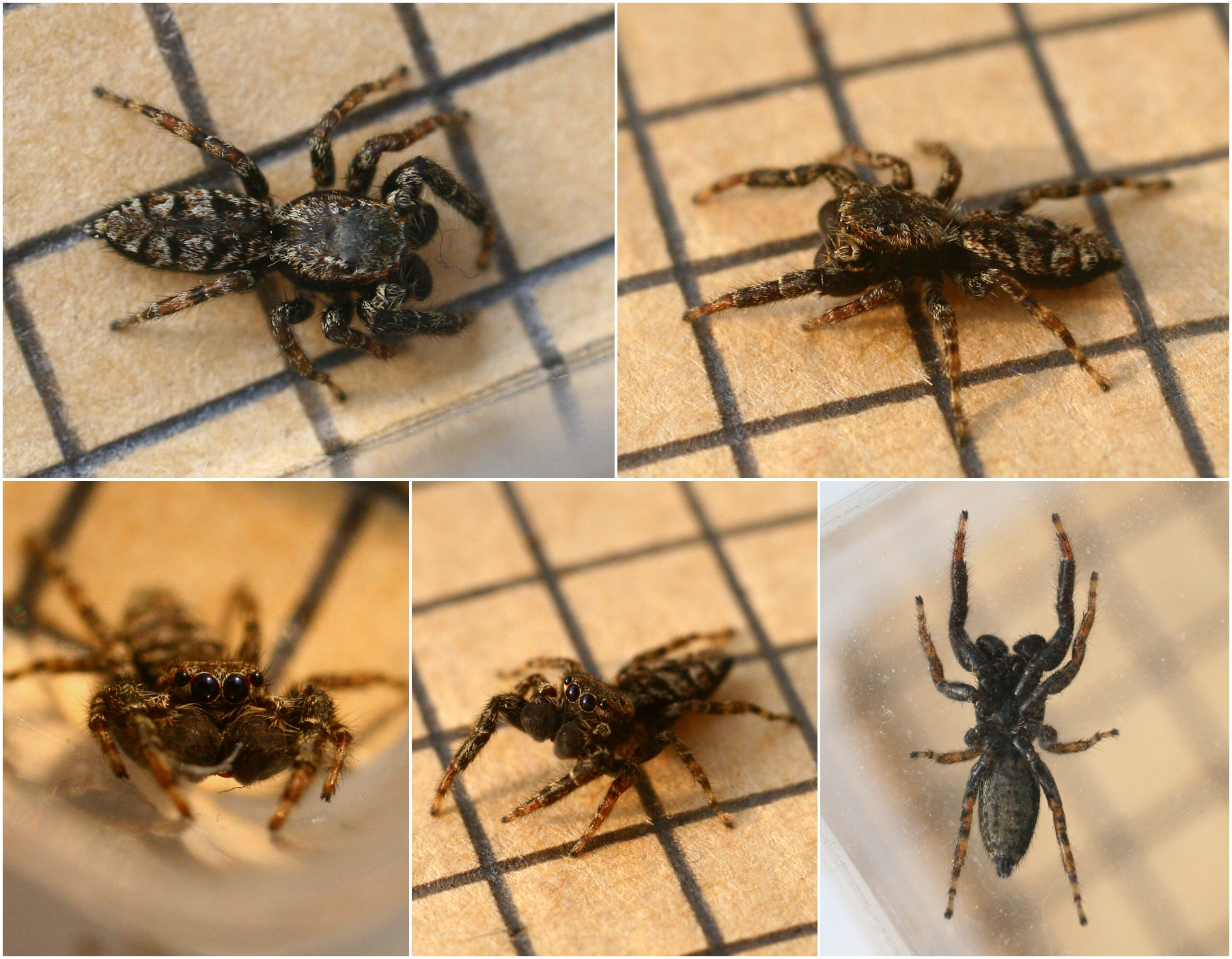
Marpissa muscosa ♂
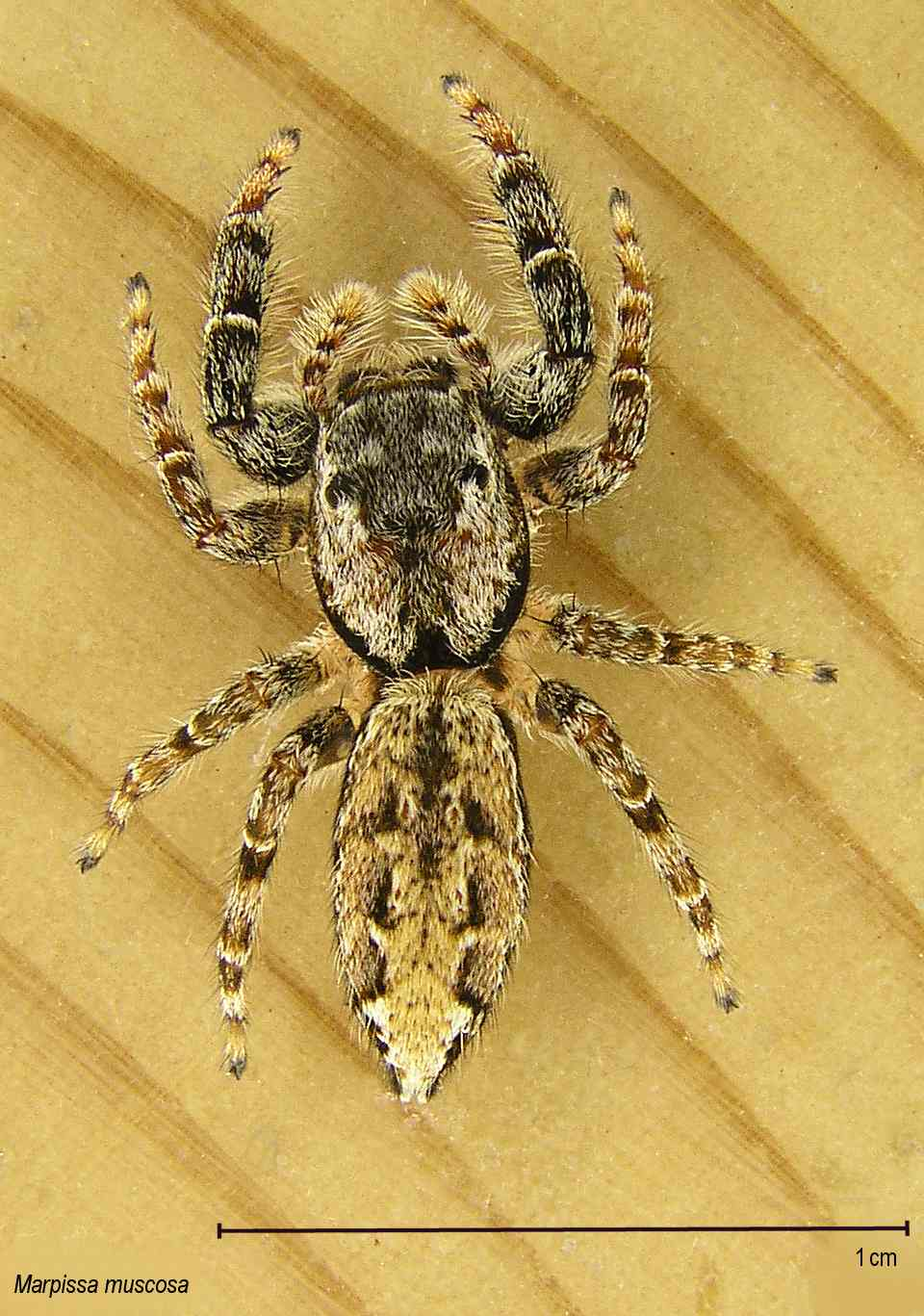
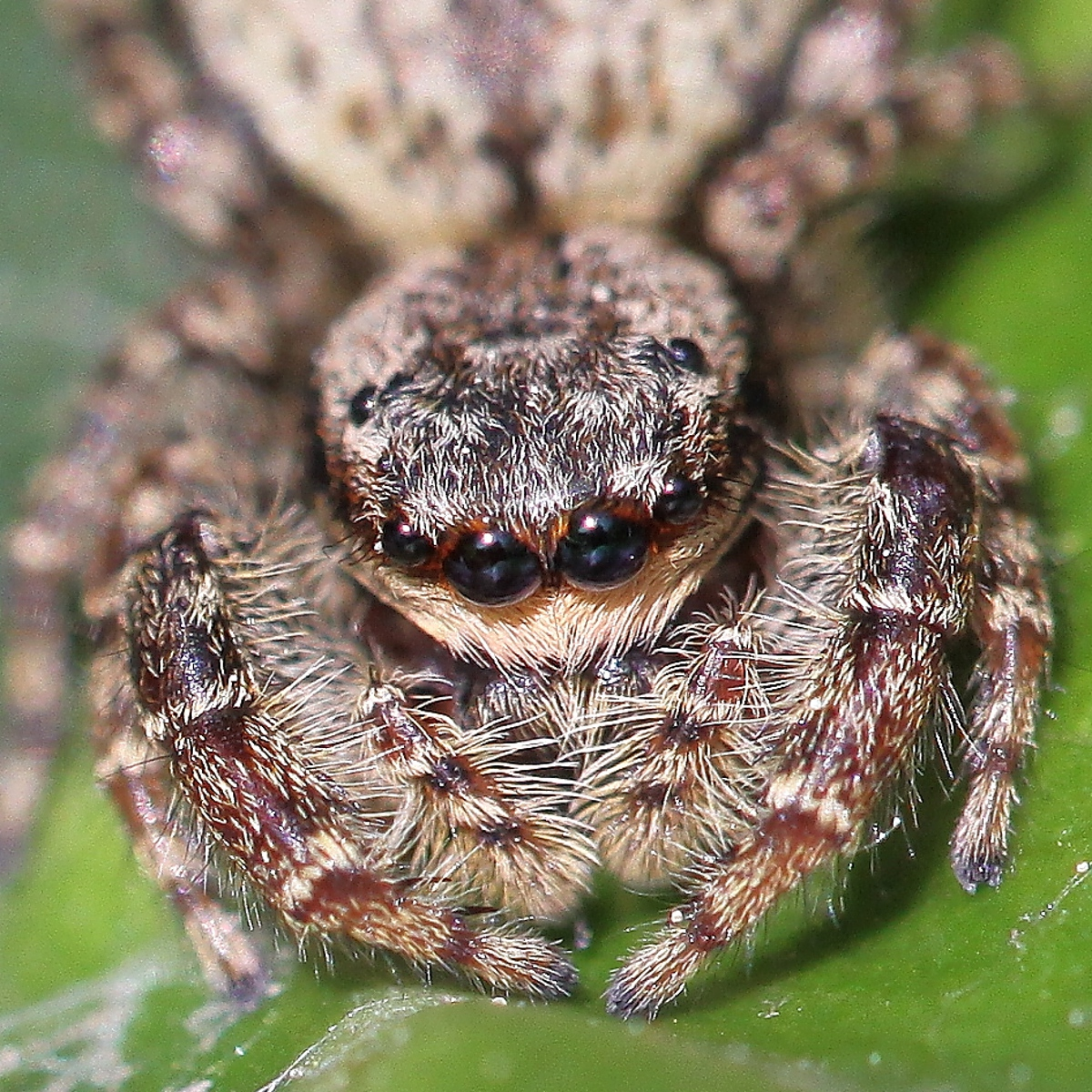
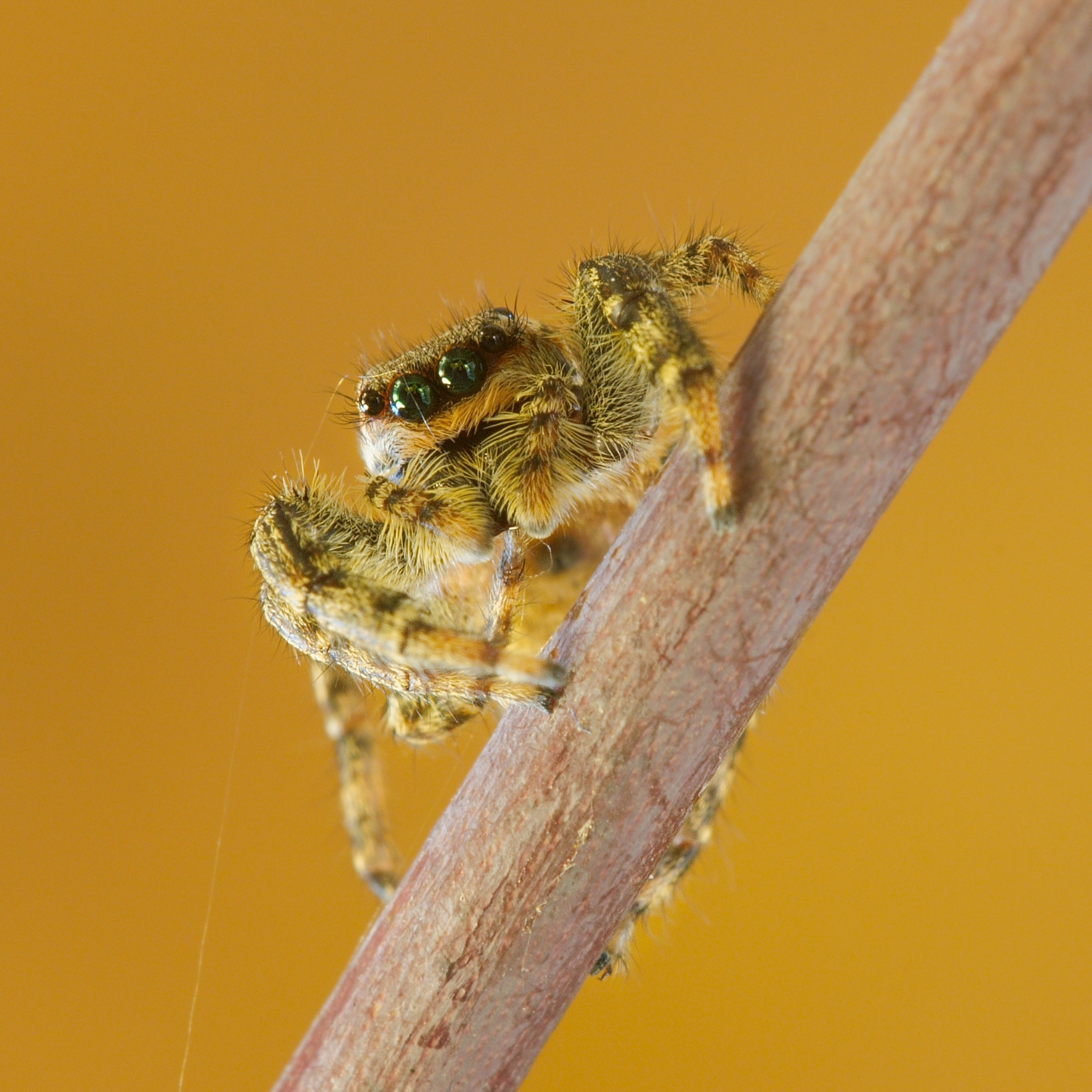
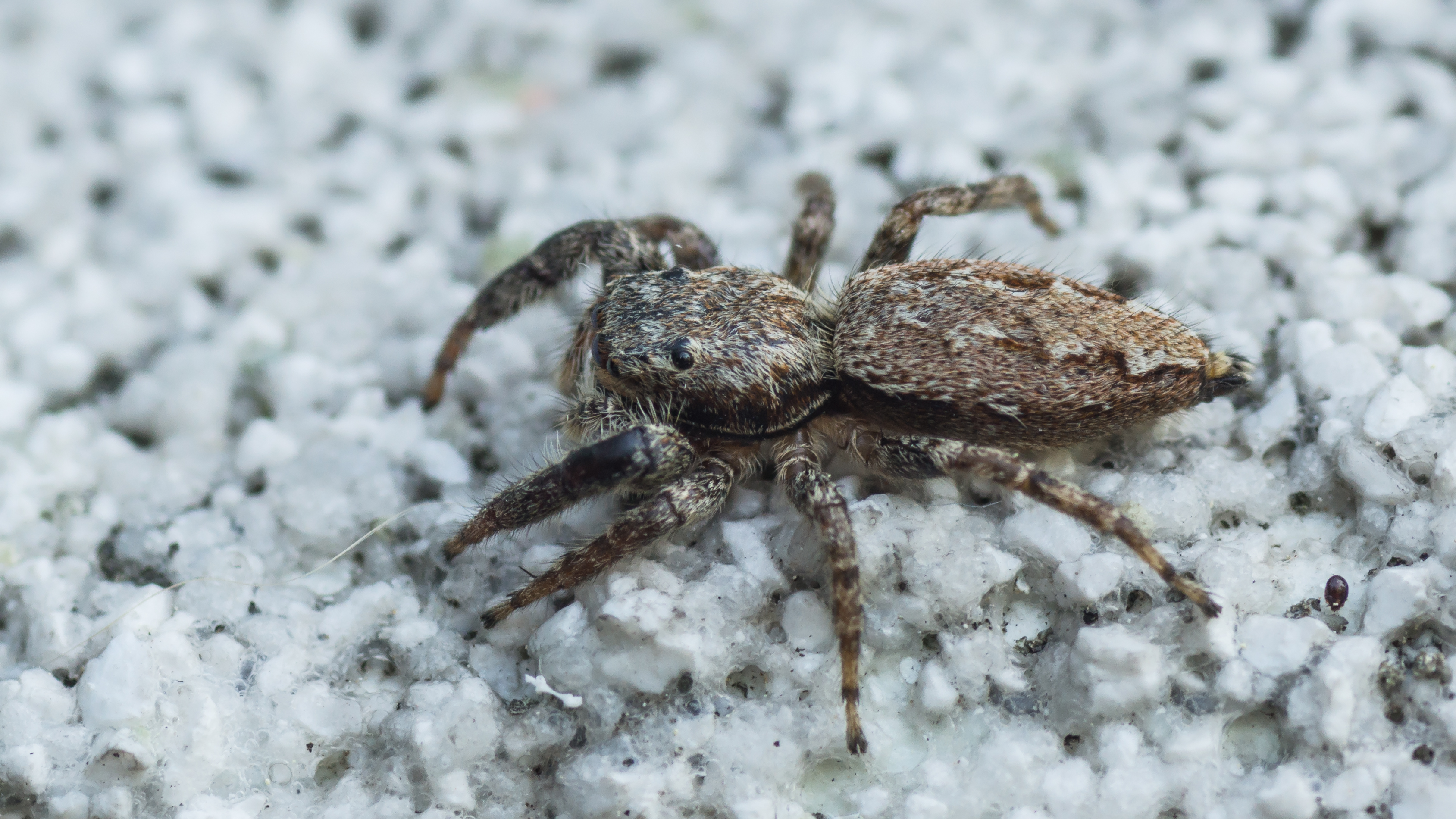
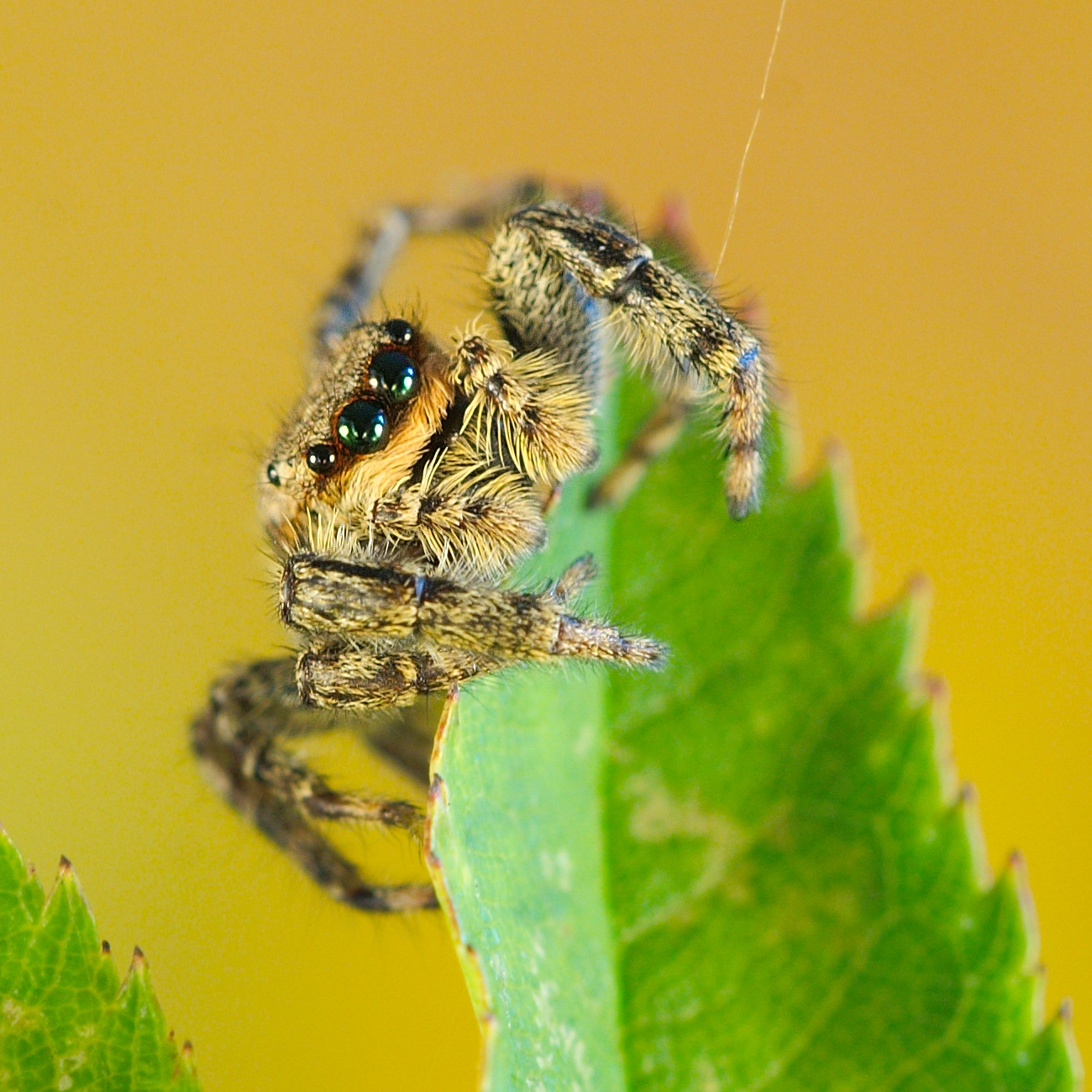
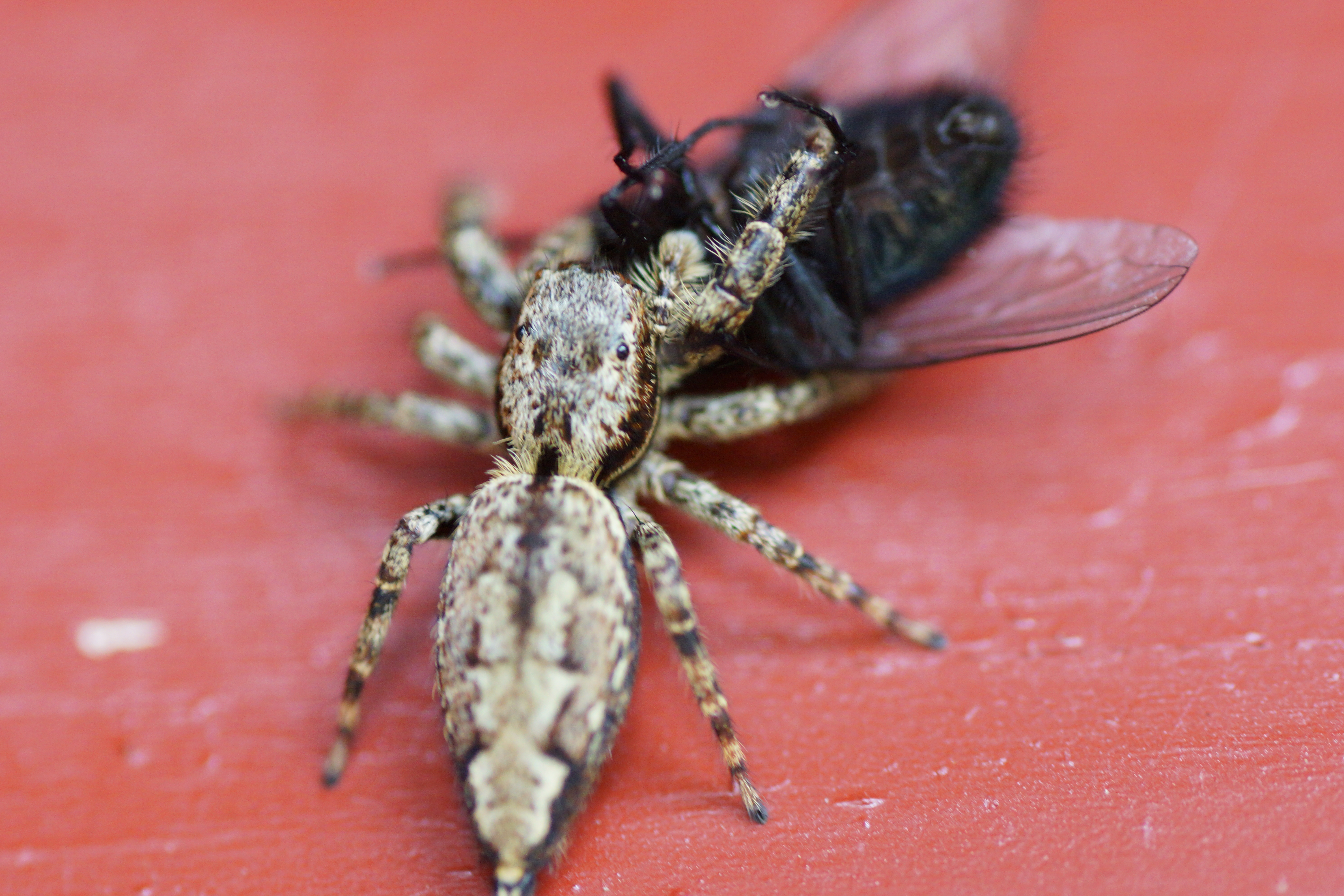
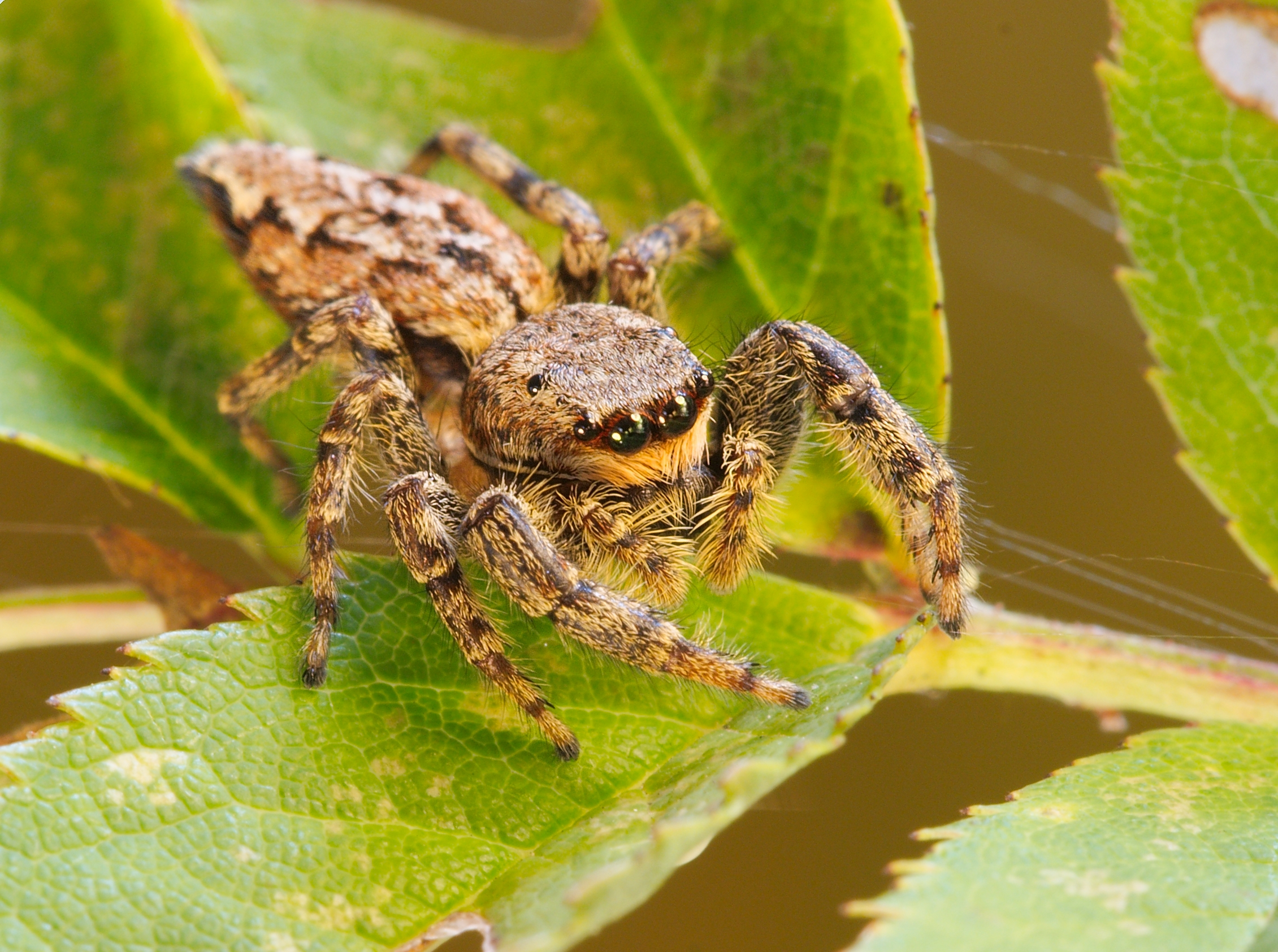
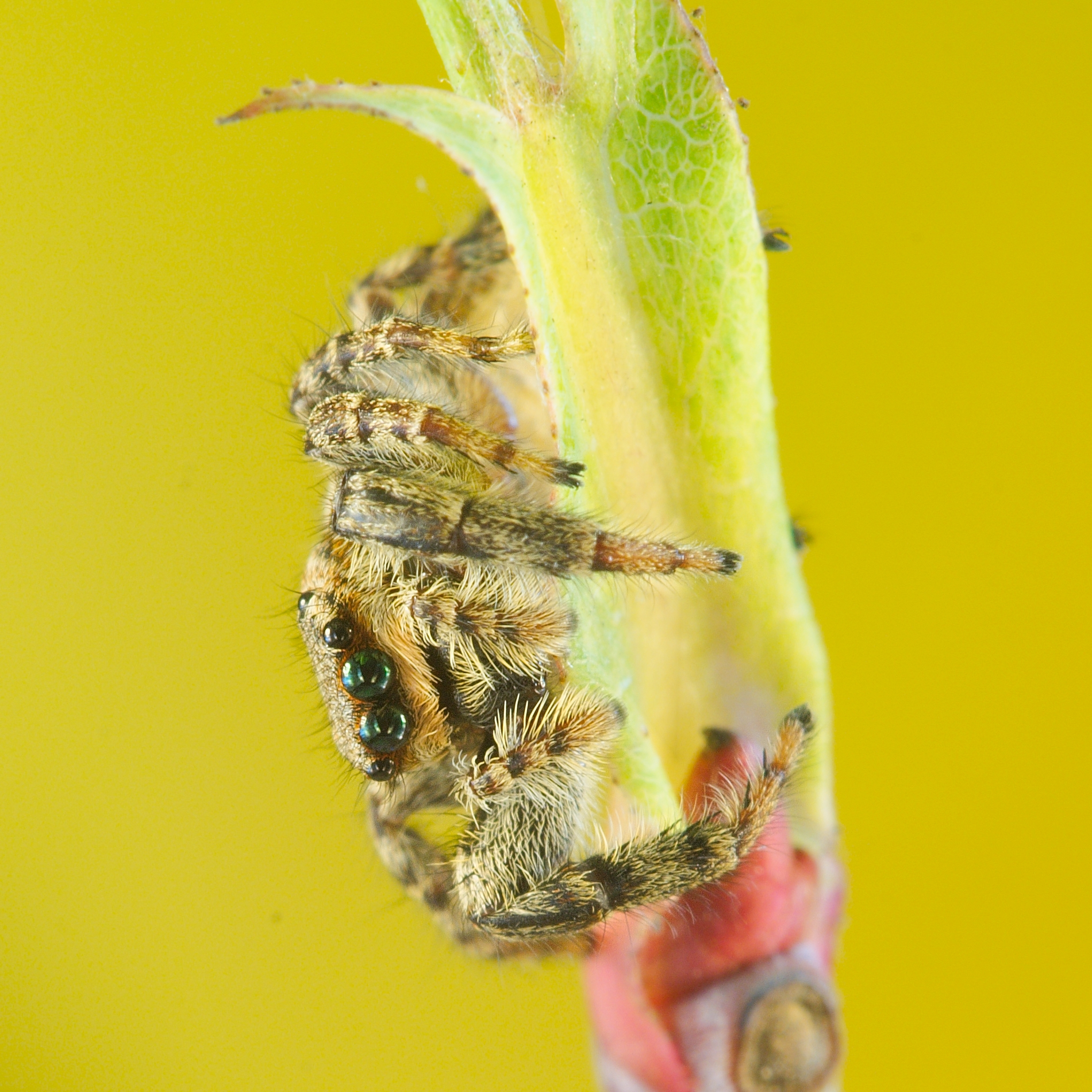
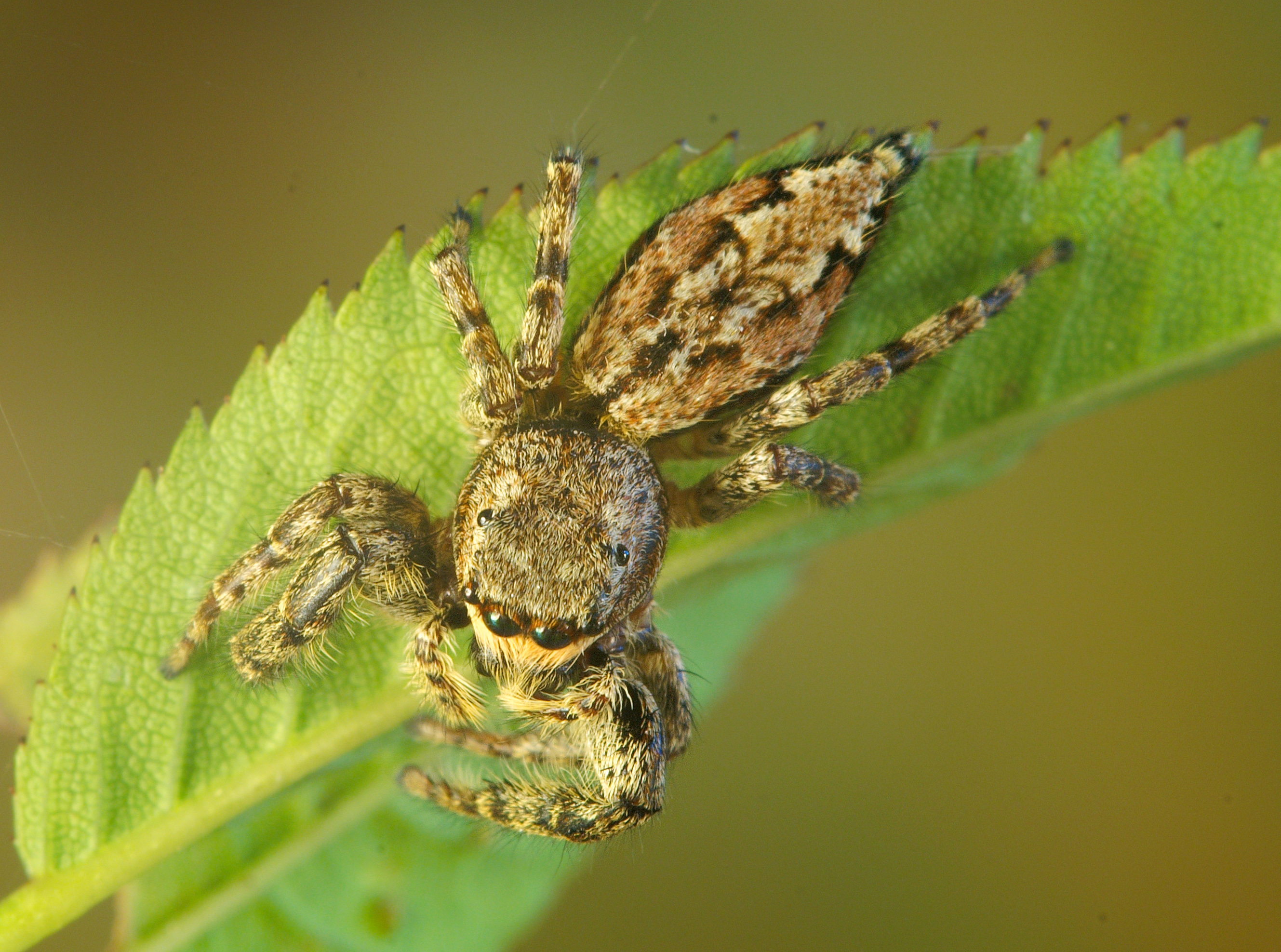
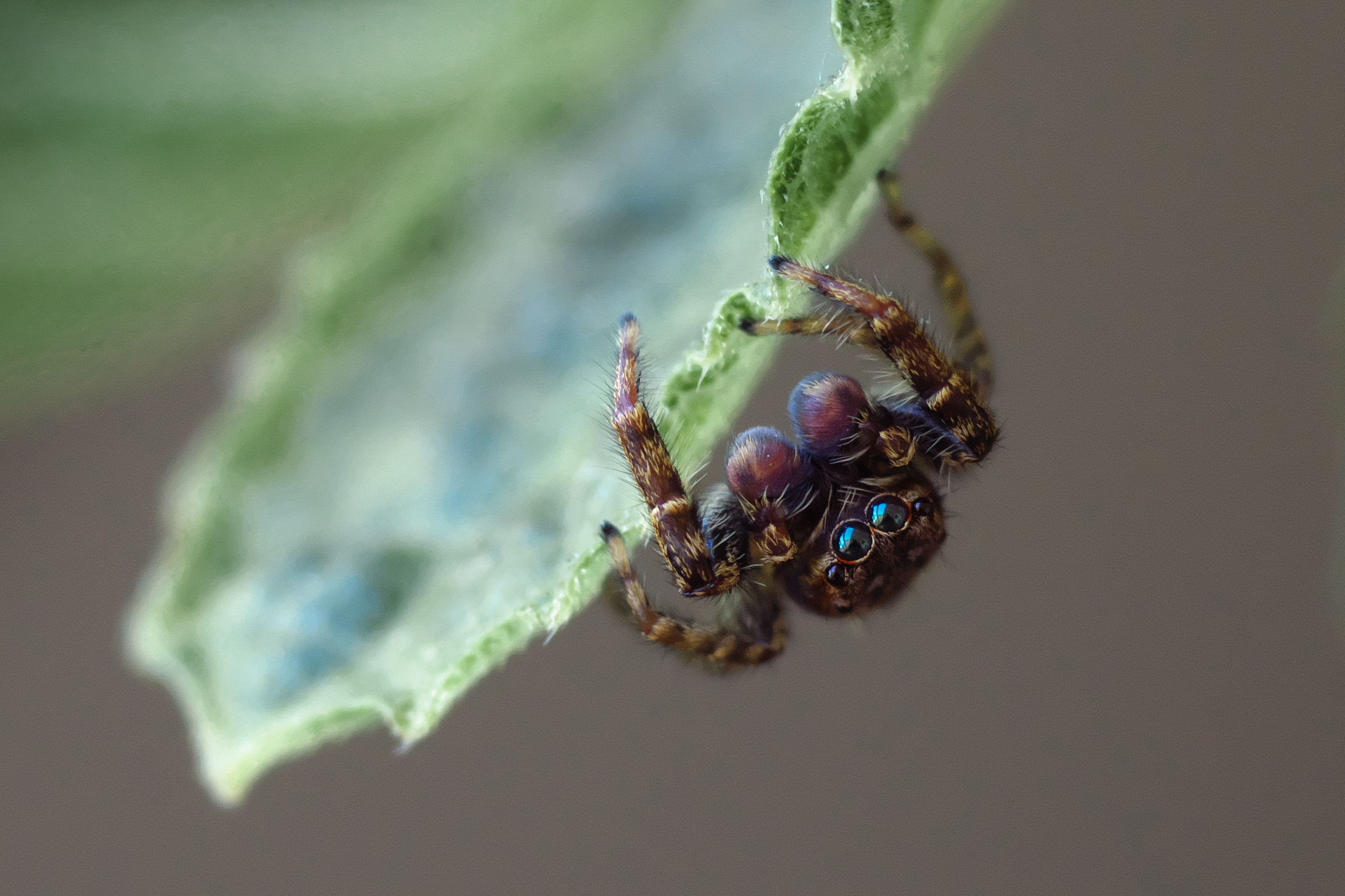
Marpissa muscosa ♂

## Publication originale
- Clerck, 1757 : Svenska spindlar, uti sina hufvud-slågter indelte samt under några och sextio särskildte arter beskrefne och med illuminerade figurer uplyste. Stockholmiae, p. 1-154.